# Roodsnavelgrondkoekoek
De roodsnavelgrondkoekoek (Neomorphus pucheranii) is een vogel uit de familie Cuculidae (koekoeken).

## Verspreiding en leefgebied
Deze soort komt voor in het westelijk Amazonebekken en telt twee ondersoorten:
- N. p. pucheranii: noordoostelijk Peru en westelijk Brazilië ten noorden van de rivier de Amazone.
- N. p. lepidophanes: oostelijk Peru en westelijk Brazilië ten zuiden van de rivier de Amazone.